# Fly Angola
Fly Angola, celým názvem Fly AO-Linhas Aerea Limitada, je angolská letecká společnost sídlící v letišti v Luandě. Její mateřská společnost je angolská investiční společnost Gestomobil.

## Flotila
Fly Angola má celkem 3 letadla.
| Letadlo           | Počet | Objednaných |
| ----------------- | ----- | ----------- |
| Bombardier Dash 8 | 1     | 0           |
| Embraer ERJ-145   | 2     | 0           |
| Celkem            | 3     | 0           |

## Destinace
Fly Angola operuje vnitrostátní lety z Luandy do 4 měst.
| Město    | Provincie   | Letiště                     | Poznámky |
| -------- | ----------- | --------------------------- | -------- |
| Benguela | Benguela    | Letiště Benguela            |          |
| Dundo    | Lunda Norte | Letiště Dundo               |          |
| Luanda   | Luanda      | Letiště Quatro de Fevereiro | Základna |
| Lubango  | Huíla       | Letiště Lubango             |          |
| Saurimo  | Lunda Sul   | Letiště Saurimo             |          |